# إمهيواش (دير القصيبة)
إمهيواش هي إحدى مشيخات المملكة المغربية، تتبع جغرافيا لإقليم بني ملال وإداريًا لدير القصيبة. يقدر عدد سكانها بـ 1578 نسمة حسب الإحصاء الرسمي للسكان والسكنى لسنة 2004.